# 停电蛋糕
停电蛋糕（英語：Blackout cake），有时也称为布鲁克林黑蛋糕（英語：Brooklyn Blackout cake）是一种黑巧克力蛋糕，里面填满了巧克力布丁，顶部有巧克力屑。它是由布鲁克林一家名为Ebinger's的连锁面包店在第二次世界大战期间发明的，以纪念为保护布鲁克林海军造船厂而强制停电的事件。 
战后，这种黑巧克力蛋糕的名字流传了下来。停电蛋糕在Ebinger's非常受欢迎，并成为了招牌产品，深受布鲁克林居民的喜爱，直到1972年这家拥有50多家分店的连锁店关闭。 